# Thelypteris weberi
Thelypteris weberi là một loài thực vật có mạch trong họ Thelypteridaceae. Loài này được (Copel.) C.F. Reed miêu tả khoa học đầu tiên năm 1968.